# Дочь ледяного гиганта
«Дочь ледяного гиганта» — один из оригинальных рассказов о Конане из Киммерии, написанных американским автором Робертом Говардом, но неопубликованных в течение его жизни. События рассказа происходят во время вымышленной Хайборийской эры. Сюжет содержит описание преследования Конаном прекрасной нимфы через полярные пустыни Нордхейма. Редактор журнала Weird Tales Фарнсуорт Райт отказал Говарду в публикации рассказа как истории о Конане, и Говард изменил имя главного героя на имя «Амра из Акбитании» и название рассказа на «Боги Севера».
Рассказ считается самым ранним хронологически из жизни Конана. Действие происходит в морозном Нордхейме, расположенном к северу от Киммерии, родины Конана, который описывается Говардом как молодой наёмник-киммериец, воюющий вместе со своими союзниками, златовласыми асирами.
Говард прибегает в рассказе к довольно сильному поэтическому описанию, такому же как в рассказе «Королева чёрного побережья». Последователи Говарда часто критикуют рассказ за менее детальный сюжет по сравнению с последующими рассказами о Конане, такими как «Чёрный чужак». В основном это произошло из-за стремления Говарда чувствовать мифологически, для чего этот рассказ наиболее подходит.

## Описание сюжета
Утих лязг мечей, утихли крики побоища, на запятнанный красным снег легла тишина. Блёклое тусклое солнце, что сверкало так ослепительно на ледяных полях и покрытых снегом равнинах, сверкало серебром на пробитых латах и сломанных клинках, где лежали мертвецы, там где их и убили. Бессильная рука всё ещё сжимала сломанную рукоятку, головы в шлемах запрокинулись назад в смертельной агонии, красные и золотые бороды смотрели вверх, как будто в последней мольбе к Имиру, ледяному гиганту, богу народа воинов. Оригинальный текст (англ.)"The clangor of the swords had died away, the shouting of the slaughter was hushed; silence lay on the red-stained snow. The bleak pale sun that glittered so blindingly from the ice-fields and the snow-covered plains struck sheens of silver from rent corselet and broken blade, where the dead lay as they had fallen. The nerveless hand yet gripped the broken hilt; helmeted heads back-drawn in the death-throes, tilted red beards and golden beards grimly upward, as if in last invocation to Ymir the frost-giant, god of a warrior-race..."
— Роберт Говард: «Дочь ледяного гиганта»
Отряд асов под командой Вулфера, к которому примкнул Конан, наткнулся на отряд ванов под командой Браги. После побоища в живых остались только два бойца из противостоящих отрядов: Хеймдаль и Конан. Киммериец убивает Хеймдаля, но сам получает удар по шлему. Придя в себя, он видит нагую прекрасную девушку в вуали, бродящую по полю. Она бросает ему вызов, и варвар, позабыв обо всём на свете, бросается за ней в погоню. Они добегают до гор, где дорогу Конану преграждают два великана. Девушка говорит своим «братьям», что привела богатыря, и призывает вырвать его сердце и возложить на жертвенник их отца. Однако витязь побеждает гигантов и продолжает погоню. Девушка вскоре выбивается из сил, и варвар догоняет её. Она в отчаянии взывает к своему отцу Имиру. Конан слышит чудовищный грохот и теряет сознание.
Очнувшись, он видит асов из отряда Ньёрда. Те шли на помощь Вулферу, но попали в засаду. Не найдя тела Конана среди павших, они пошли по его следам. Конан рассказывает свою историю, но Ньёрд говорит, что на снегу были только его следы. Старый воин Горм говорит, что это была Атали, дочь бога Имира, которая зазывает богатырей после битвы. Он сам в молодости видел её, когда лежал раненый на поле боя. Товарищи поднимают старика на смех. Конан верит, что это было наваждение, но, разжав кулак, видит обрывок вуали девушки, сделанной из ткани, которую не делают земные ткачи.

## Источник вдохновения
Хотя Говард к тому времени написал немало фантастических рассказов, описывающих персонажей северных викингов, считается, что имена и структура сюжета были полностью взяты из работы по мифологии «The Outline of Mythology» Томаса Булфинча (1913). Говард взял легенду об Аталанте (вместе с другой переработанной Вулфинчем легендой о Дафне и Аполлоне), но преобразовал роли. В то время как Аполлон был бессмертным а Дафна — смертной, Говард сделал Атали богиней и Конана смертным. В оригинале Купидон сразил Аполлона стрелой, чтобы возбудить любовь к Дафне, а её поразил стрелой, вынуждавшей её избегать любовь. Говард взял идею охваченным любовью Аполлоном (обезумевшим от похоти Конаном), преследующим девушку, пока она не стала молить о помощи своего божественного отца.
Само по себе имя Атали, а также сама героиня сходны с девушкой Аталой — приёмной дочерью вождя индейцев мускогульгов и главной героиней повести «Атала» писателя Франсуа Рене де Шантобриана. Атала по настоянию своей настоящей матери, испанской христианки, даёт обет целомудрия и безбрачия, посвящая себя Царице Небесной. Она влюбляется в индейца Шактаса и, дабы не нарушить обет, убивает себя, приняв яд. В похожей манере Атали из «Дочери ледяного гиганта», избегая Конана, взывает к Имиру, предпочтя забвение[что?].

## История публикаций
Ранняя версия рассказа была опубликована в сборниках The Coming of Conan (Gnome Press, 1953) и Conan of Cimmeria (Lancer Books, 1969). В последний раз рассказ был опубликован в сборниках The Conan Chronicles Volume 1: The People of the Black Circle (Gollancz, 2000) и Conan of Cimmeria: Volume One (1932—1933) (Del Rey, 2003).

## Адаптации
Сюжет рассказа послужил основой для комиксов:
- Conan the Barbarian #16 (Marvel Comics)
- Savage Sword of Conan #1 (Marvel Comics)
- Conan #2 (Dark Horse Comics), перевыпущен как Robert E Howard’s The Frost-Giant’s Daughter.
- Конан: Железная корона - сценарий рассказа-продолжения Дочери ледяного гиганта. Сам рассказ Дочь ледяного гиганта, в изменённом виде включён в сценарий в качестве пролога вместе с рассказом (также видоизменённым) Логово ледяного червя[2]. Изменения коснулись концовки в которой Атали воззвала к отцу дабы он уберёг её от Конана. В варианте Джона Милиуса Атали не взывает к Имиру, после гибели своих братьев, а отдаётся Конану, после чего они сталкиваются с ледяным червём и Атали пропадает. Годы спустя Конан встречает своего сына Кона, рождённого от Атали.[3]

## В культуре
Название рассказа часто встречается в популярном музыкальном творчестве, например в трилогии песен, названной как «The Frost Giant’s Daughter» состоящей из песен «Riddle of Steel», «Behind the Veil» и «When Giants Fall» альбома Gates of Fire (2005) канзасской группы «эпик-метала» Manilla Road и в песне «The Frost Giant’s Daughter» альбома Gods of the Earth (2008) техасской метал-группы The Sword.